# Сазоновка (Полтавская область)
Сазоновка (укр. Сазонівка) — село,
Сазоновский сельский совет,
Оржицкий район,
Полтавская область,
Украина.
Код КОАТУУ — 5323685601. Население по переписи 2001 года составляло 1019 человек.
Является административным центром Сазоновского сельского совета, в который не входят другие населённые пункты.
Между 1946 и 1960 годами в состав села вошли Регушовка и Кандыбовка.
Самый старый документ о Сазоновке (Сизоновке) это метрическая книга за 1763 год в Черкасском облархиве

## Географическое положение
Село Сазоновка находится на берегу безымянной речушки, которая через 10 км впадает в реку Оржица, ниже по течению примыкает село Чевельча. На реке несколько запруд.

## Известные жители и уроженцы
- Юрченко, Ада Дмитриевна (1940—1999) — Герой Социалистического Труда.
- Петриненко Диана Гнатовна (1930—2018) — певица, педагог, Народная артистка СССР (1975).

## Экономика
- ООО «Маяк».

## Объекты социальной сферы
- Школа І—ІІ ст.
- Дом культуры.